# Wilhelminalaan 12 (Baarn)
Willhelminalaan 12 is een rijksmonument in Baarn in de provincie Utrecht. Het huis staat in het Wilhelminapark dat onderdeel is van rijksbeschermd dorpsgezicht Prins Hendrikpark e.o.
De villa in jugendstil is in 1904 ontworpen door C. Sweris voor opdrachtgever H. Wesselius. Het gebouw heeft een opvallende toren met balustrade, een ornament dat bij veel villa's in Baarn terug te vinden is. Vanaf hier kon in de tijd van de bouw de Zuiderzee worden gezien. De vele bomen in het park maken dat nu onmogelijk. Het torentje dat er oorspronkelijk bovenop zat is in 1949 verdwenen.
In 1949 worden in het huis drie appartementen gemaakt. Het uitkijktorentje en de opbouw boven de serre worden dan afgebroken.
De Wilhelminalaan werd in het Wilhelminapark aangelegd tussen 1874 en 1875 door Copijn. Langs de laan staan grote villa's op ruime kavels. In de Tweede Wereldoorlog moest de laan op last van de Duitsers Willem de Zwijgerlaan worden genoemd.